# Souris (Prince Edward Island)
Souris is een plaats (town) in de Canadese provincie Prince Edward Island en telt 1232 inwoners (2006). De oppervlakte bedraagt 3,42 km².